# دهستان سغدر
دهستان سغدر نام دهستانی در بخش جبالبارز شهرستان جیرفت، استان کرمان در ایران است. براساس سرشماری مرکز آمار ایران در سال ۱۳۸۵، جمعیت آن ۳۷۴۱ نفر (۹۵۸ خانوار) بوده‌است.